# كيث كرومويل
كيث كرومويل (بالإنجليزية: Keith Cromwell)‏ هو لاعب اللاكروس أمريكي، ولد في 7 سبتمبر 1979.